# Garota de Ipanema
Garota de Ipanema / The Girl from Ipanema («Дівчина з Іпанеми») — бразильська джазова композиція і пісня у стилі босанова. Всесвітній хіт середини 1960-х років, що отримав Греммі 1965 року.
Пісня створена 1962 року, музику до неї написав Антоніу Карлус Жобін, а португальський текст — Вінісіус ді Морайс. Згодом Норман Гімбел написав англійський текст. Перший комерційний запис виконав 1962 року Пері Рібейру (порт. Pery Ribeiro). Сингл 1964 року у виконанні Аструд Жілберту і Стена Гетца став міжнародним хітом і дістав Аструд Жілберту світову славу. Сингл був скороченою версією композиції з альбому Getz / Gilberto, записаного в березні 1963 і виданого в березні 1964 року.
Це одна з найпопулярніших пісень в історії, численні її записи використовувались у кіно. Пісня увійшла до Залу слави Latin Grammy Hall of Fame Award 2001 року. 2004 року обрана однією з 50 записів, що додані Бібліотекою Конгресу США у Національний реєстр. 2009 року пісня визначена бразильським виданням Rolling Stone 27-ю у переліку найвидатніших бразильських пісень.

## Історія
Іпанема — модний приморський район на півдні Ріо-де-Жанейро. 

Пісня була створена для музичної комедії під назвою Dirigível, над якою працював Вінісіус ді Морайс. Початково назва її була Menina que Passa («Дівчина, що йде стороною»), іншою була перша строфа. За легендою, чернетку Жобін і Морайс накидали безпосередньо у барі Veloso, далі Жобін писав мелодію у своєму новому будинку в Руа-Баран-да-Торре, саме в Іпанемі. Своєю чергою, Морайс писав текст у Петрополісі, неподалік від Ріо-де-Жанейро, так само, як Chega de Saudade шістьма роками раніше. 

Під час запису у Нью-Йорку з Жуаном Жілберту, Антоніу Карлусом Жобіном та Стеном Гетцем, з'явилася ідея створення англомовної версії. Норман Гімбел написав англійський текст. Голос дружини Жуана, Аструд Жілберту, незважаючи на непрофесійність виконавиці, виявився ідеальним для пісні. 

Прототипом героїні пісні стала Елоїза Енеїда Менезис Паіс Пінту Пінейру (порт. Heloísa Eneida Menezes Paes Pinto Pinheiro), відома також як Ело Пінейру, сімнадцятирічна дівчина, що мешкала в Іпанемі. Щодня вона проходила повз бар Veloso, не тільки на пляж («щодня, коли вона йде до моря»), але й у повсякденних справах, іноді заходила у бар, купувала цигарки для матері. Там її й побачили автори. З тієї пори, як пісня отримала популярність, стала знаменитістю і сама Ело Пінейру.
Вінісіус писав, що вона «є втіленням молодої каріока: золота дівчина-підліток, суміш квітки й русалки, повна світла і витонченості, чий вигляд викликає сум, тому що вона несе із собою, на своєму шляху до моря, відчуття юності, що зникає, краси, що нам не належить…»